# Ádám Kósa
Dans le nom hongrois Kósa Ádám, le nom de famille précède le prénom, mais cet article utilise l’ordre habituel en français Ádám Kósa, où le prénom précède le nom.
Pour les articles homonymes, voir Kósa.
Ádám Kósa, né le 1er juillet 1975 à Budapest, est un homme politique hongrois membre de la Fidesz. 
Membre du Parlement européen depuis 2009, il est le premier sourd à y siéger et le premier à s'y exprimer en langue des signes.

## Biographie
Ádám Kósa est né sourd le 1er juillet 1975 à Budapest, d'une famille également sourde. Père de famille, il est marié à une femme sourde avec qui il a deux garçons également sourds.
En outre, il est membre du Conseil national des personnes handicapées en Hongrie depuis 2005. De 2006 à 2008, il en a été vice-président et, depuis 2008, président.

### Vie politique dans les organisations de sourds
En 2001, Ádám Kósa est membre du conseil d'administration. Depuis 2005, il est le président de l'Association des sourds et malentendants hongroise (SINOSZ). En 2006, il devient membre de la commission des affaires juridiques de l'Union européenne des sourds (EUD) et du Comité juridique du Comité international des sports des sourds (ICSD). Entre 2008 et 2010, il est membre de la commission juridique de la Fédération mondiale des sourds (WFD).

### Vie politique
Lors des élections européennes de 2009, il est élu au Parlement européen, où il siège au sein du groupe du Parti populaire européen et où il est le premier élu sourd. Il y est réélu en 2014 et en 2019.

## Distinctions et récompenses
- Prix Inspirational Awards en 2012 par DeafNation[4].